# Onthophagus parumnotatus
Onthophagus parumnotatus är en skalbaggsart som beskrevs av Fahraeus 1857. Onthophagus parumnotatus ingår i släktet Onthophagus och familjen bladhorningar. Inga underarter finns listade i Catalogue of Life.